# 828 Wołgo-Tatarski Batalion Piechoty
828 Wołgo-Tatarski Batalion Piechoty (niem. Wolgatartarisches Infanterie-Bataillon 828, ros. 828-й Волжско-татарский пехотный батальон) – oddział wojskowy Wehrmachtu złożony z Tatarów nadwołżańskich i przedstawicieli innych tureckojęzycznych narodów Powołża podczas II wojny światowej.
Batalion został sformowany 1 czerwca 1943 r. w Jedlni w Generalnym Gubernatorstwie. Na jego czele stanął kpt. Haumitz. Oddział wchodził formalnie w skład Legionu Tatarów nadwołżańskich. Pod koniec września przeniesiono go na okupowaną zachodnią część Ukrainy. Na przełomie 1943/1944 r. doszło do licznych dezercji na stronę sowieckich partyzantów, w tym dwóch dowódców kompanii, co doprowadziło do silnego obniżenia się poziomu dyscypliny wojskowej. Większość żołnierzy nie zamierzała występować z bronią w ręku przeciwko Armii Czerwonej. Batalion był przenoszony z miejsca na miejsce. Ostatecznie pod koniec 1944 r. został rozbrojony i przeformowany w oddział budowlano-saperski. Do jego zadań należała budowa dróg, mostów, umocnień polowych itp.